# Блекджек (фільм)
Блекджек (англ. Blackjack) — бойовик 1998 року.

## Сюжет
Професійний охоронець Джек Девлін вирішує допомогти другу і береться охороняти одну фотомодель за якою полює маніяк. Але у Джека є одна проблема. Кілька років тому при виконанні завдання його засліпило світловою гранатою і з тих пір він не може дивитися на речі білого кольору. І маніяк знає про цей недолік охоронця.

## У ролях
| Актор            | Роль                |
| ---------------- | ------------------- |
| Дольф Лундгрен   | Джек Девлін         |
| Кейт Вернон      | доктор Рейчел Стайн |
| Філліп Маккензі  | Рорі Гейнс          |
| Кем Хескін       | Сіндер Джеймс       |
| Фред Вільямсон   | Тім Гастінгс        |
| Ендрю Джексон    | Дон Трейгл          |
| Падрейджін Мерфі | Кейсі               |
| Тоні Де Сантіс   | детектив Тріні      |
| Альберт Шульц    | Дерек Сміт          |
| Джанет Бейлі     | Конні Гастінгс      |
| Сол Рубінек      | Томас               |
| Пітер Келеган    | Боббі Стерн         |